# Neomyia gorii
Neomyia gorii är en tvåvingeart som först beskrevs av Peris 1967.  Neomyia gorii ingår i släktet Neomyia och familjen husflugor. Inga underarter finns listade i Catalogue of Life.